# Concursul Muzical Eurovision 2005
Concursul muzical Eurovision 2005 s-a desfășurat la Kiev, Ucraina. Marea câștigătoare a fost Grecia, reprezentată de Elena Paparizou cu piesa My Number One.

### Finala
Finala a avut loc în Palatul Sporturilor din Kiev pe 21 Mai 2005. Topul a fost format din : Grecia, Malta, România, Israel și Letonia. Ucraina și „Marele 4” (Franța, Germania, Spania, Regatul Unit) au terminat pe ultimele 5 locuri.

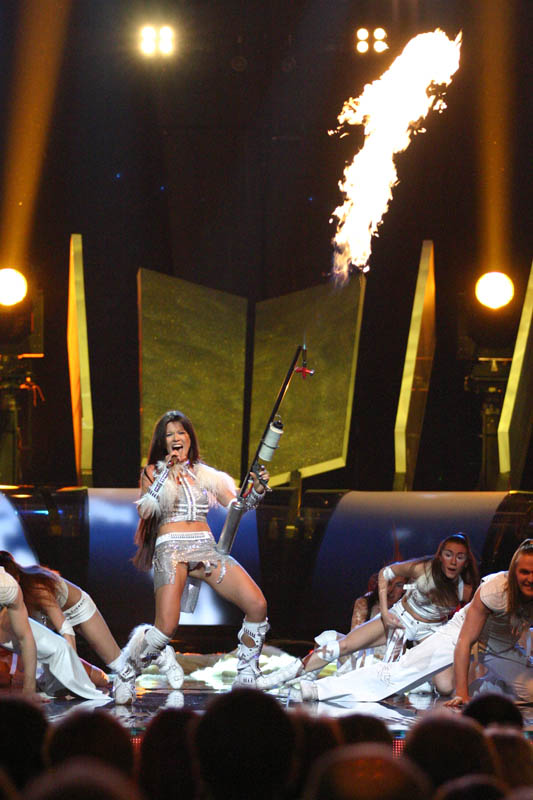
Ruslana a deschis concursul cu melodia Heart on Fire

| Locul | Puncte | Cântec              | Artist                                          | Țară                  |
| 1.    | 230    | My Number One       | Elena Paparizou                                 | Grecia                |
| 2.    | 192    | Angel               | Chiara                                          | Malta                 |
| 3.    | 158    | Let Me Try          | Luminița Anghel & Sistem                        | România               |
| 4.    | 154    | Hasheket shenish'ar | Shiri Maimon                                    | Israel                |
| 5.    | 153    | The War Is Not Over | Valters & Kaža                                  | Letonia               |
| 6.    | 148    | Bunica bate toba    | Zdob și Zdub                                    | Republica Moldova     |
| 7.    | 137    | Zauvijek moja       | No Name                                         | Serbia și Muntenegru  |
| 8.    | 128    | Cool Vibes          | Vanilla Ninja                                   | Elveția               |
| 9.    | 125    | In My Dreams        | Wig Wam                                         | Norvegia              |
| 10.   | 125    | Talking To You      | Jakob Sveistrup                                 | Danemarca             |
| 11.   | 111    | Vukovi umiru sami   | Boris Novković feat. Lado Members               | Croația               |
| 12.   | 97     | Forogj világ        | NOX                                             | Ungaria               |
| 13.   | 93     | Rimi rimi ley       | Gülseren                                        | Turcia                |
| 14.   | 79     | Call Me             | Feminnem                                        | Bosnia și Herțegovina |
| 15.   | 57     | Nobody Hurt No One  | Natalia Podolscaia                              | Rusia                 |
| 16.   | 53     | Tomorrow I Go       | Ledina Çelo                                     | Albania               |
| 17.   | 52     | Make My Day         | Martin Vučić                                    | Republica Macedonia   |
| 18.   | 46     | Ela ela             | Constantinos Christoforou feat. Elena Patroklou | Cipru                 |
| 19.   | 30     | Las Vegas           | Martin Stenmarck                                | Suedia                |
| 20.   | 30     | Razom Nas Bahato    | GreenJolly                                      | Ucraina               |
| 21.   | 28     | Brujería            | Son de sol                                      | Spania                |
| 22.   | 18     | Touch My Fire       | Javine                                          | Regatul Unit          |
| 23.   | 11     | Chacun pense à soi  | Ortal                                           | Franța                |
| 24.   | 4      | Run & Hide          | Gracia                                          | Germania              |